# El Cabaco
El Cabaco è un comune spagnolo di 279 abitanti situato nella comunità autonoma di Castiglia e León. Il comune è situato sul versante nord della Sierra de Francia, nella parte meridionale della provincia di Salamanca. Nel territorio comunale è compresa la cima della Peña de Francia, sede di un santuario mariano.